# Liste von Musiklabels/Y

## Y
| Name Musiklabel           | Land                   | Sitz | Gründer                         | Jahr-Von            | Jahr-Bis | Labelcode | Website | Mutterlabel | Details |
| ------------------------- | ---------------------- | ---- | ------------------------------- | ------------------- | -------- | --------- | ------- | ----------- | ------- |
| Y Records                 | Vereinigtes Königreich |      | Dick O’Dell                     | 1980                |          |           |         |             |         |
| Yambo Records             | Vereinigte Staaten     |      | Willie Dixon                    | Ende 1960er Jahre   |          |           |         |             |         |
| Yazoo Records             | Vereinigte Staaten     |      | Nick Perls und Bernie Klatzko   | 1967                |          |           |         |             |         |
| YB Music                  | Brasilien              |      |                                 | 1999                |          |           |         |             |         |
| YBNL Nation               | Nigeria                |      | Olamide                         | 2012                |          |           |         |             |         |
| Yellow Tail Records       | Vereinigte Staaten     |      | Andrew Ratshin and Hilary Field | Anfang 1990er Jahre |          |           |         |             |         |
| Yellow Van Records        | Vereinigtes Königreich |      | Little Man Tate                 |                     |          |           |         |             |         |
| Yep Roc Records           | Vereinigte Staaten     |      | Glenn Dicker, Tor Hansen        | 1997                |          |           |         |             |         |
| Yer Bird Records          | Kanada                 |      | Morgan King                     | 2004                |          |           |         |             |         |
| YG Entertainment          | Südkorea               |      | Yang Hyun-suk                   | 1996                |          |           |         |             |         |
| Yo Mama                   | Deutschland            |      | André Luth                      | 1994                |          | LC 05507  |         | Four Music  |         |
| Yonah Records             | Deutschland            |      | Dirk Kramm                      | 2005                |          | LC 14220  |         |             |         |
| Yoshitoshi Records        | Vereinigte Staaten     |      | Sharam                          | 1994                |          |           |         |             |         |
| Young God Records         | Vereinigte Staaten     |      | Michael Gira                    | 1990                |          |           |         |             |         |
| Young Money Entertainment | Vereinigte Staaten     |      | Lil Wayne                       | 2009                |          |           |         |             |         |
| Your Choice Records       | Deutschland            |      | Tobby Holzinger                 | 1988                |          |           |         |             |         |
| Yo-Yo Records             | Deutschland            |      |                                 | 1999                |          |           |         |             |         |
| Yuletide Records          | Vereinigte Staaten     |      |                                 | 1968                | 1969     |           |         |             |         |
| Yvp music                 | Deutschland            |      | York von Prittwitz und Gaffron  | 1984                |          |           |         |             |         |